# Lucius Cornelius Scipio Asiaticus (consul in 83 v.Chr.)
Lucius Cornelius Scipio Asiaticus  was een Romeins politicus en militair uit de 1e eeuw v.Chr. Hij was lid van de invloedrijke gens Cornelia.
Hij was een achterkleinzoon van Lucius Cornelius Scipio Asiaticus, die consul was geweest in 190 v.Chr. en na overwinningen in Klein-Azië de titel Asiaticus mocht dragen.
De jongere Scipio Asiaticus was muntmeester in 101 v.Chr. In 100 v.Chr. was hij een van de senatoren die Lucius Appuleius Saturninus aanviel en doodde. Tijdens de Bondgenotenoorlog was hij legaat en wist vermomd als slaaf maar ternauwernood Aesernia te ontvluchten, toen deze stad werd aangevallen. Hij behoorde tot de partij van Gaius Marius en streed daarom in de Romeinse burgeroorlog tegen Lucius Cornelius Sulla. Vermoedelijk was hij in 86 v.Chr. praetor. Het jaar daarna was hij gouverneur van Macedonia en vocht daar tegen Illyrische en Thracische stammen. In 83 v.Chr. werd hij tot consul gekozen, samen met Gaius Norbanus. In dit jaar keerde Sulla terug naar het Italiaanse schiereiland en de beide consuls probeerden zijn opmars te stoppen. Norbanus werd verslagen, maar Sulla wist de troepen van Scipio Asiaticus over te halen te deserteren en zich bij hem aan te sluiten. Scipio Asiaticus werd daarop gevangengenomen, maar door Sulla ongedeerd vrijgelaten. Hij probeerde daarna vermoedelijk een (mislukte) opstand te organiseren en werd daarom in 82 v.Chr. op de proscriptielijsten geplaatst, waarmee hij vogelvrij werd verklaard. Hij wist te vluchten naar Massilia, waar hij korte tijd later overleed.

## Referentie
- Vertaald van de Duitse en Engelstalige Wikipedia (de:Lucius Cornelius Scipio Asiaticus (Konsul 83 v. Chr.) - en:Lucius Cornelius Scipio Asiaticus (consul 83 BC)).